# Mémorial national de la déportation
Ne doit pas être confondu avec  Mémorial des Martyrs de la Déportation.
Le Mémorial national de la déportation est un mémorial situé sur le site de l’ancien camp de concentration de Natzweiler-Struthof, sur les hauteurs de la commune de Natzwiller en Alsace.

## Description
Le mémorial national de la déportation, conçu par l’architecte en chef des monuments historiques Bertrand Monnet, a été élevé à la suite d’une souscription nationale lancée en 1955.
Ce monument en béton de 40,5 mètres de haut est revêtu d’un parement en pierre blanche d’Hauteville, une commune de l’Ain.
Sur la courbe du monument, symbolisant par sa forme la « flamme du souvenir de la déportation qui ne doit pas s'éteindre », le sculpteur Lucien Feunaux a gravé l’image squelettique d’un déporté.
On peut y lire l’inscription :

« Aux héros et martyrs de la déportation, la France reconnaissante »

Le mémorial est inauguré le 23 juillet 1960 par le général de Gaulle, qui était accompagné par deux ministres anciens déportés, Edmond Michelet, rescapé de Dachau, et Pierre Sudreau, rescapé de Buchenwald. La veille au soir, un déporté inconnu français, inhumé le 5 mai 1957 dans la nécropole nationale du Struthof, est ré-inhumé dans un caveau aménagé au centre du Mémorial.
Le monument a été inventorié par l'inventaire général du patrimoine culturel.
À l’arrière du monument se trouve la nécropole nationale de la déportation.

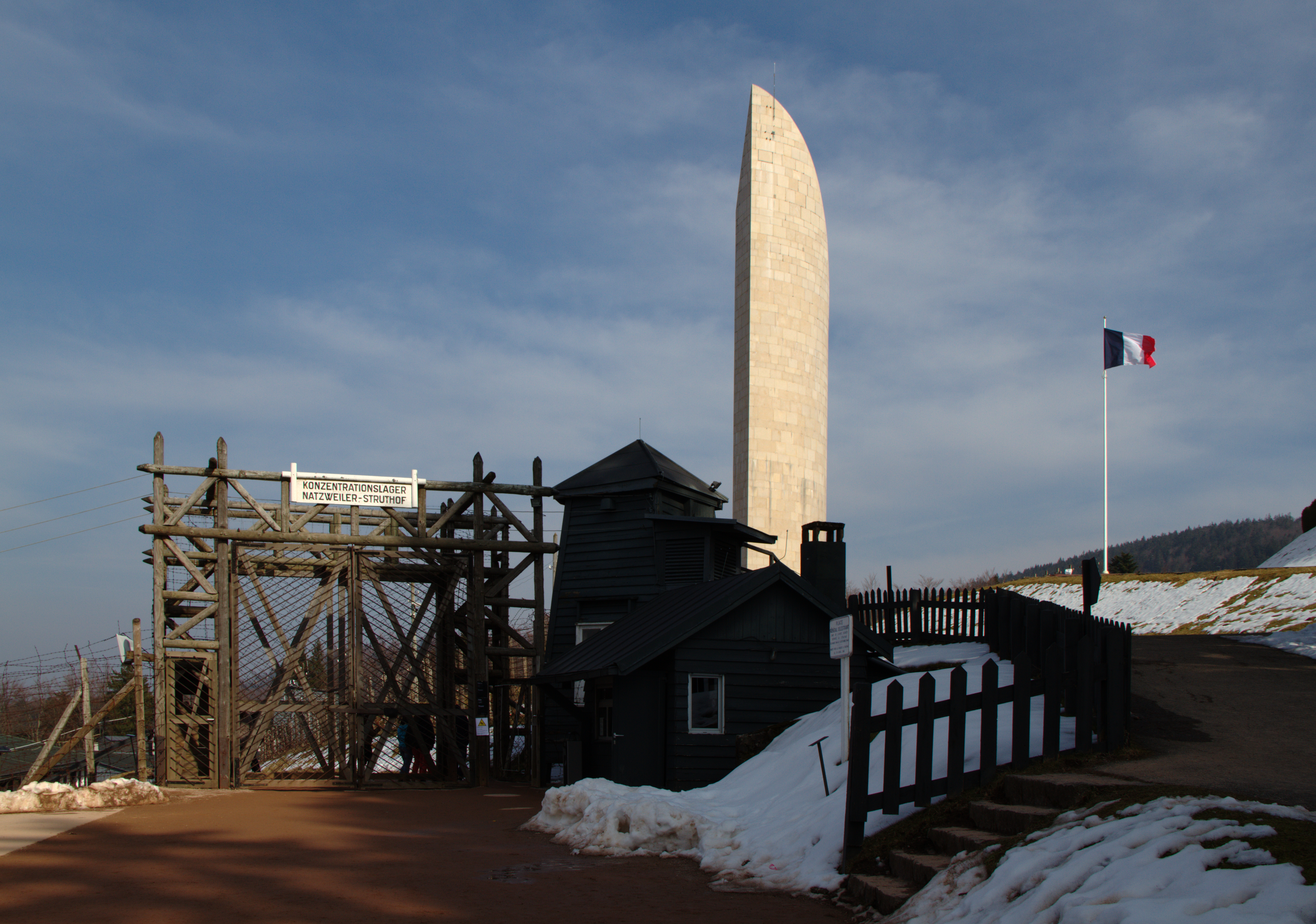
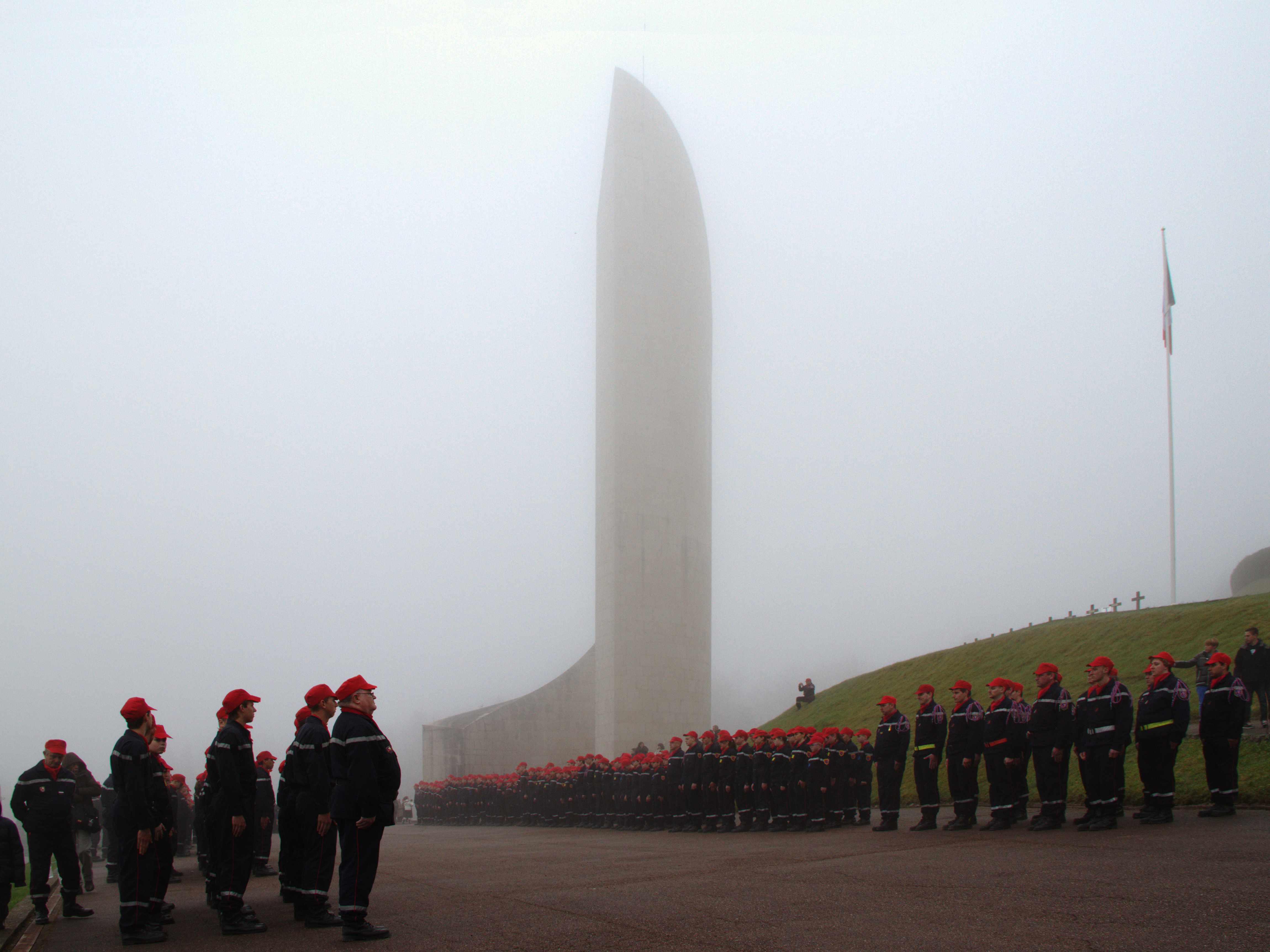
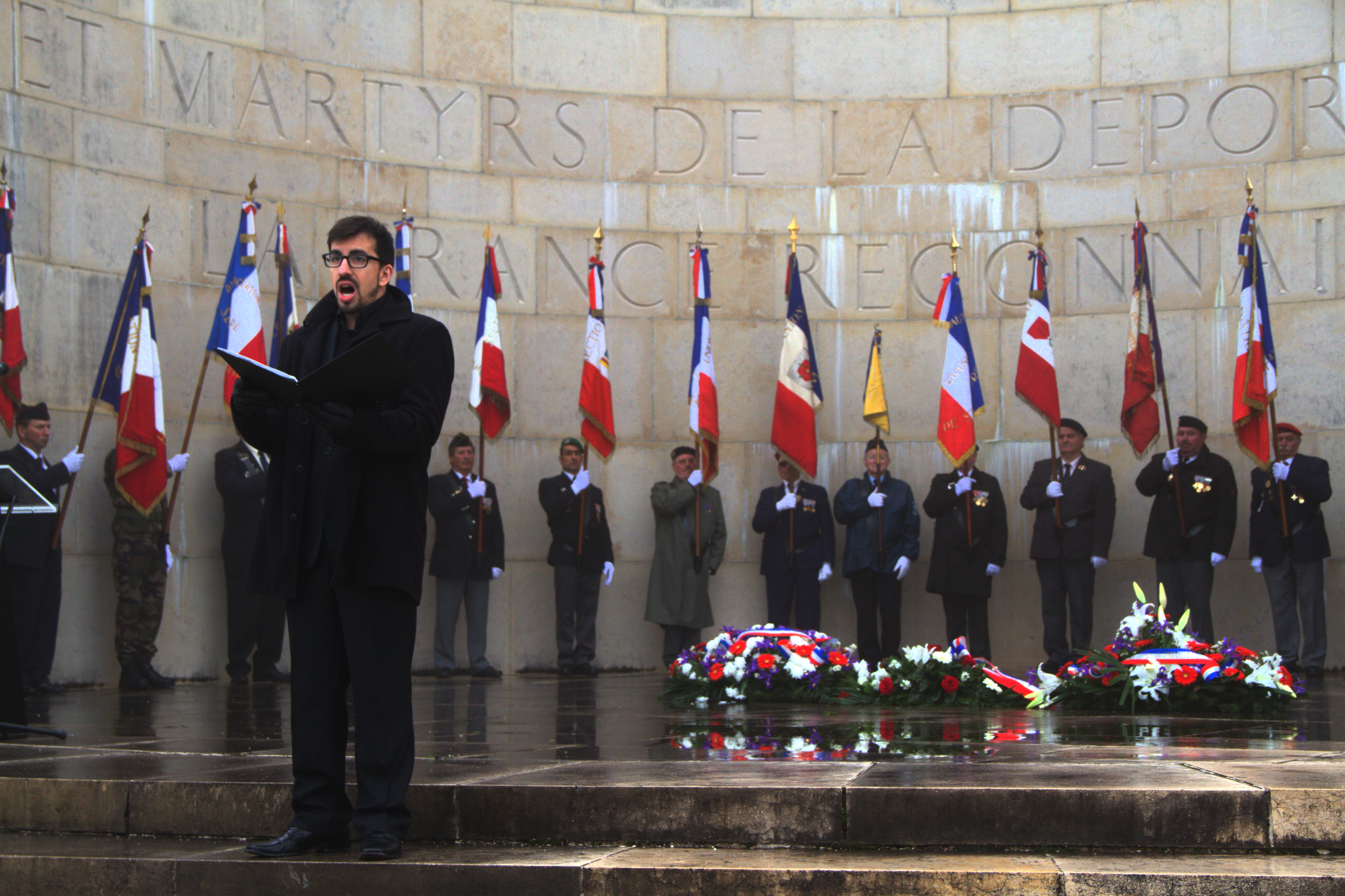